# تربایشاو ان در فوهنه
تربایشاو ان در فوهنه (به آلمانی: Trebbichau an der Fuhne) یک منطقهٔ مسکونی در آلمان است که در زودلیشس آنهالت واقع شده‌است. تربایشاو ان در فوهنه ۳۶۸ نفر جمعیت دارد.